# Histoire de l'élevage bovin français

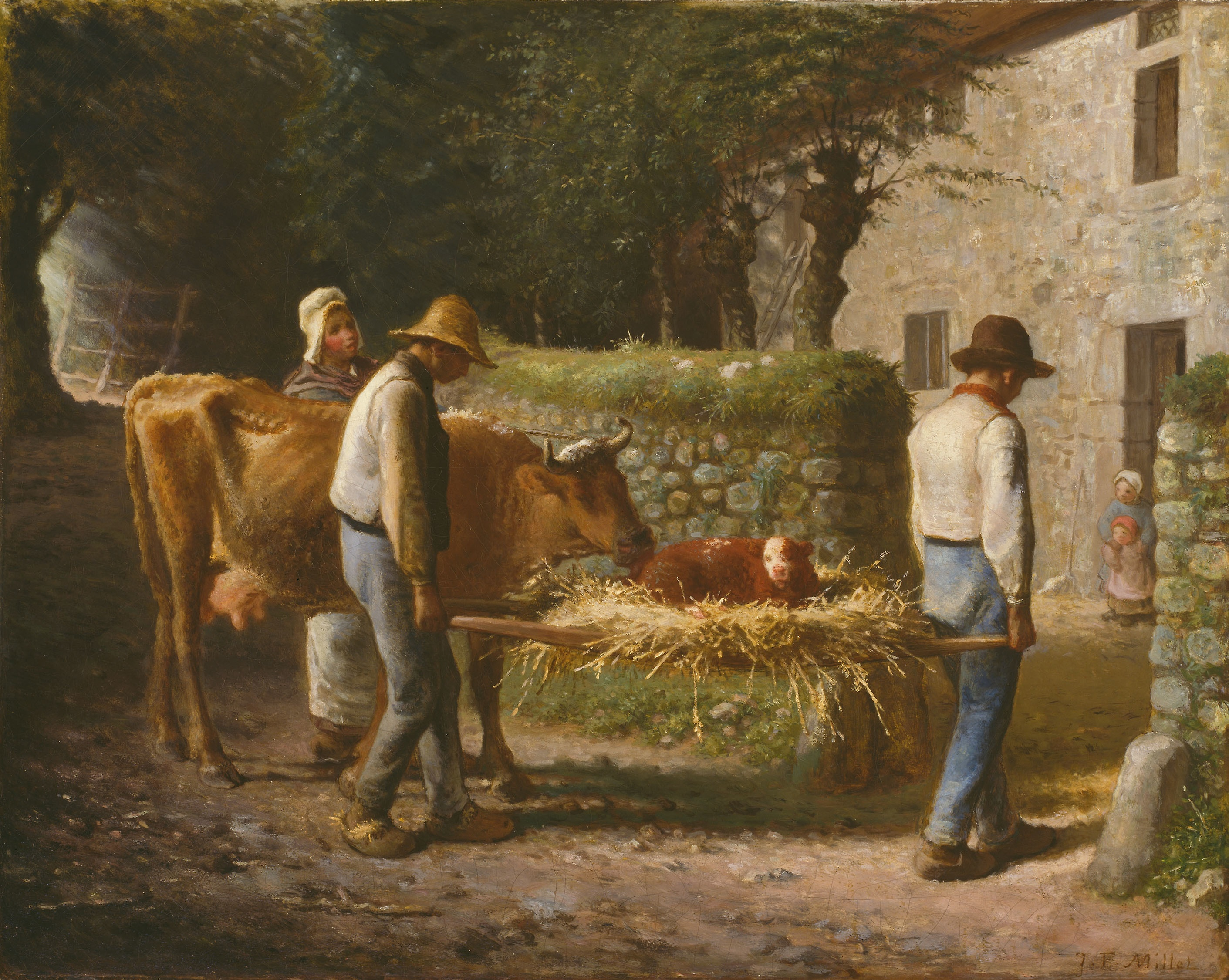
Paysans ramenant à la maison un veau né dans les champs
1864, Jean-François Millet
Art Institute of Chicago

L'histoire de l'élevage bovin français résulte du brassage de populations bovines issues de plusieurs rameaux européens après un élevage et des pratiques de sélection sur plusieurs siècles. Le cheptel français comporte des croisements avec des zébus (Bos taurus indicus) dans les départements et territoires d'outremer.
La population bovine française comptait en 2010 19,3 millions de têtes de bétail.
Les vaches en production représentent 7,7 millions de têtes (4,2 allaitantes et 3,5 laitières) et la production laitière en 2005 était de 239 millions d'hectolitres.

## Origines diverses
La domestication de Bos taurus aurait eu lieu dans le Croissant fertile. À partir de là, les bovins ont accompagné les peuples dans leurs migrations. Selon Philippe J. Dubois, l'espèce bovine serait arrivée en Europe par trois voies : celle du Danube, celle des rivages de la Méditerranée, et celle passée par l'Afrique du nord et pénétrée en Europe par le détroit de Gibraltar. Les études n'ont pas permis de déceler de métissage entre ce bétail domestiqué et l'Aurochs, son ancêtre resté sauvage.
Quelques races sont susceptibles de vivre depuis très longtemps sur leur territoire, comme la camargue ou la corse.
De nombreux rameaux sont apparus avec les grands mouvements de population depuis l'Antiquité :
- Rameau blond : (blonde d'Aquitaine, limousine). Il pourrait être autochtone au sud-ouest de l'Europe car plusieurs races de ce type existent aussi en Espagne et au Portugal : Rubia Gallega, asturiana de los valles...
- Rameau celtique (bretonne pie noir, froment du Léon, jersiaise)
- Rameau Grise des steppes amené par les Wisigoths : gasconne.
- Rameau Pie rouge des montagnes qui a débordé des Alpes : Abondance, Montbéliarde et Simmental[4].
- Rameau rouge de la Baltique avec la rouge flamande, venue lors des échanges commerciaux au Moyen Âge.
- Rameau des Races bovines du littoral de la mer du Nord, importées pour améliorer le potentiel laitier des races françaises du XVIIIe au XXe siècle : Prim'Holstein, bleue du Nord.
- Rameau nordique : la normande en aurait bénéficié avec le cheptel Viking venu au IXe siècle, et la vosgienne avec le bétail introduit par des soldats suédois au XVIIIe siècle[5].
- Races britanniques : du sang de Durham a été insufflé dans de nombreuses races du grand nord-ouest du pays aux XVIIIe et XIXe siècles, contribuant a améliorer le potentiel viande :  normande, armoricaine, rouge des prés, saosnoise.
- Introduction de races restées pures en France : l'Hereford, importée dans les années 1960, est une race officielle, même si les effectifs restent faibles. Récemment, la canadienne a été introduite en 1995 et en 1999[6] à titre historique: c'est une race d'origine française exportée au Québec qui revient après une sélection draconienne.
- Utilisation de zébus : brahmane en Martinique[a 5], créole en Guadeloupe, métis de zébu et de races hispaniques de type criollo[a 6] ou Moka à La Réunion [a 7]

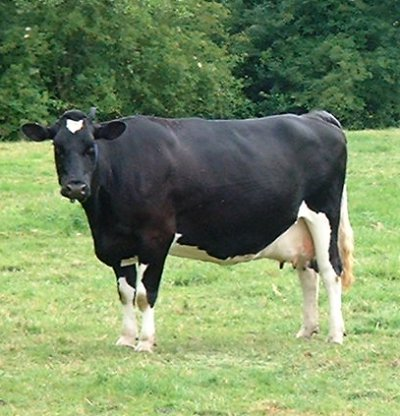
Prim'Holstein
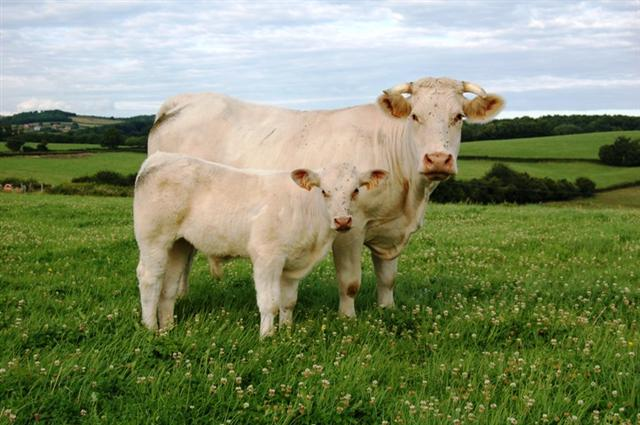
Charolaise
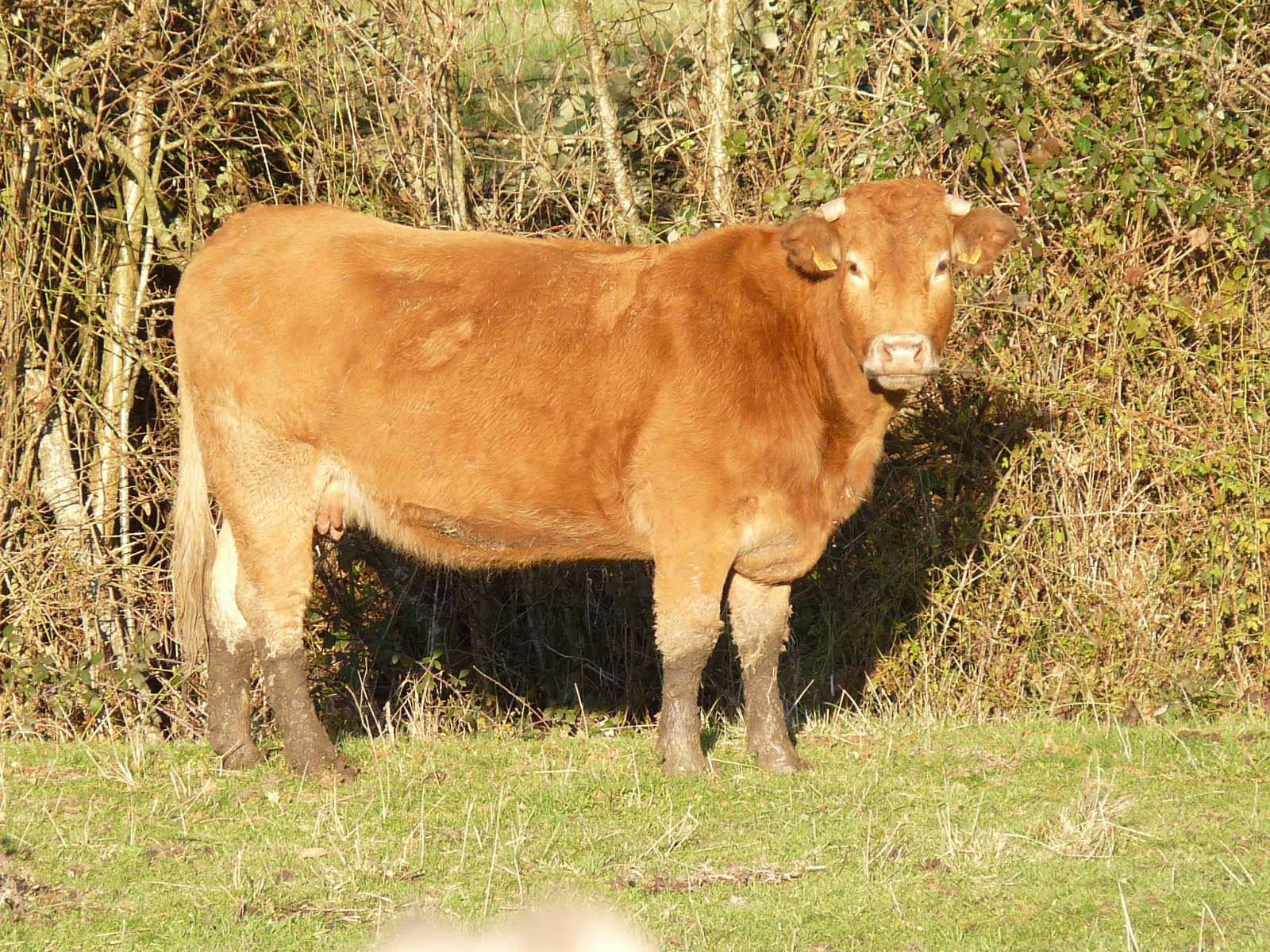
Limousine
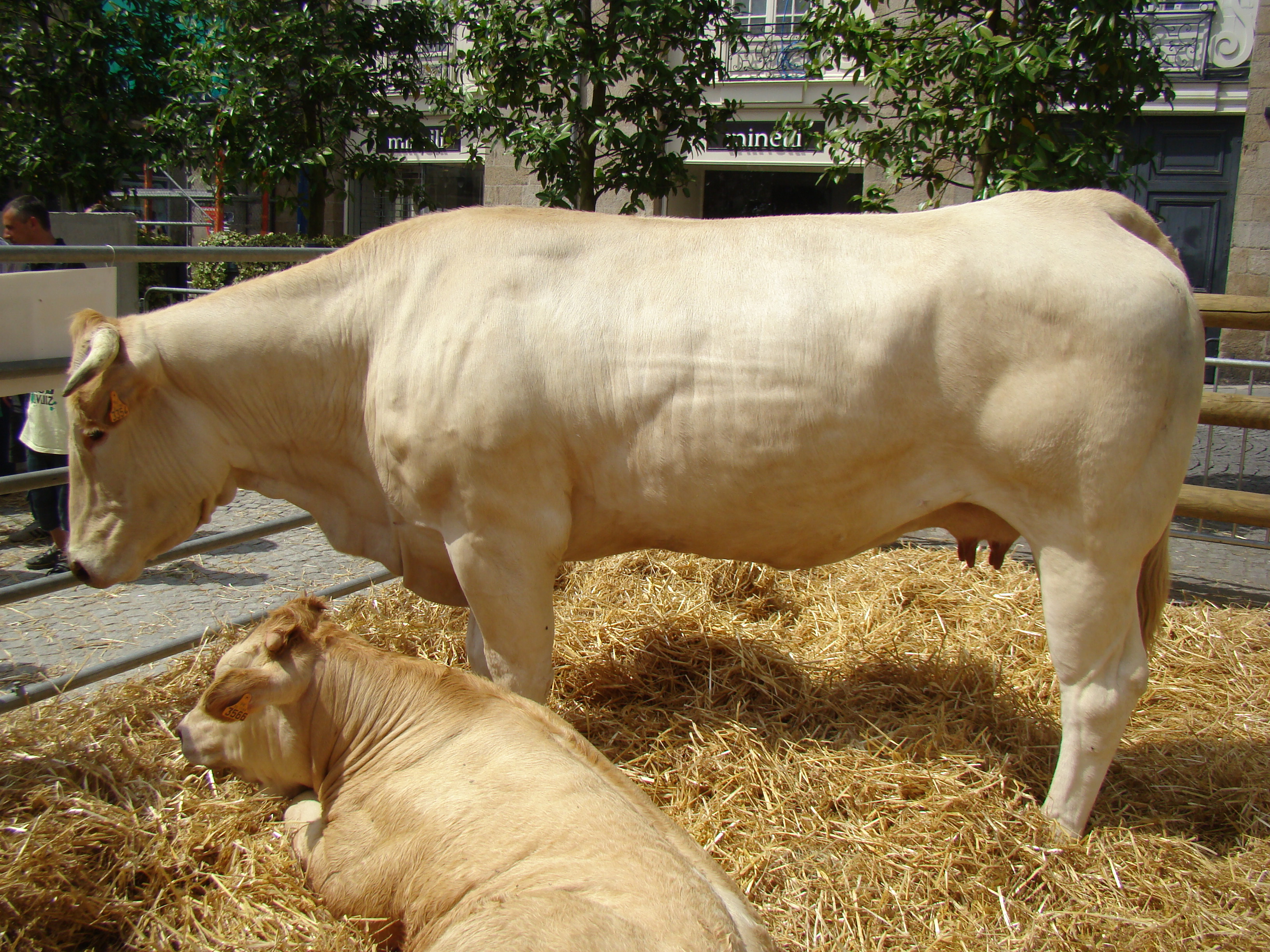
Blonde d'Aquitaine
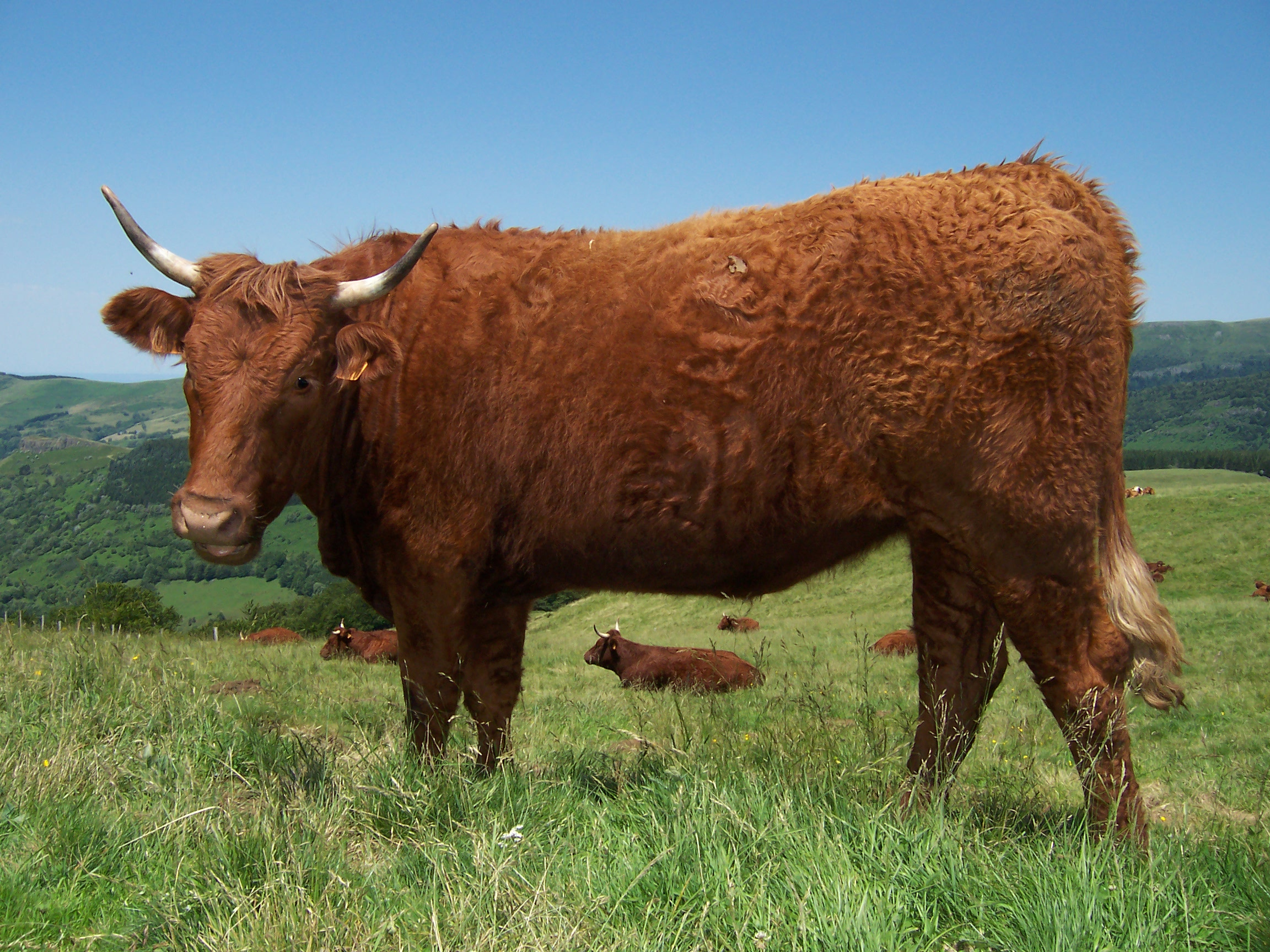
Salers
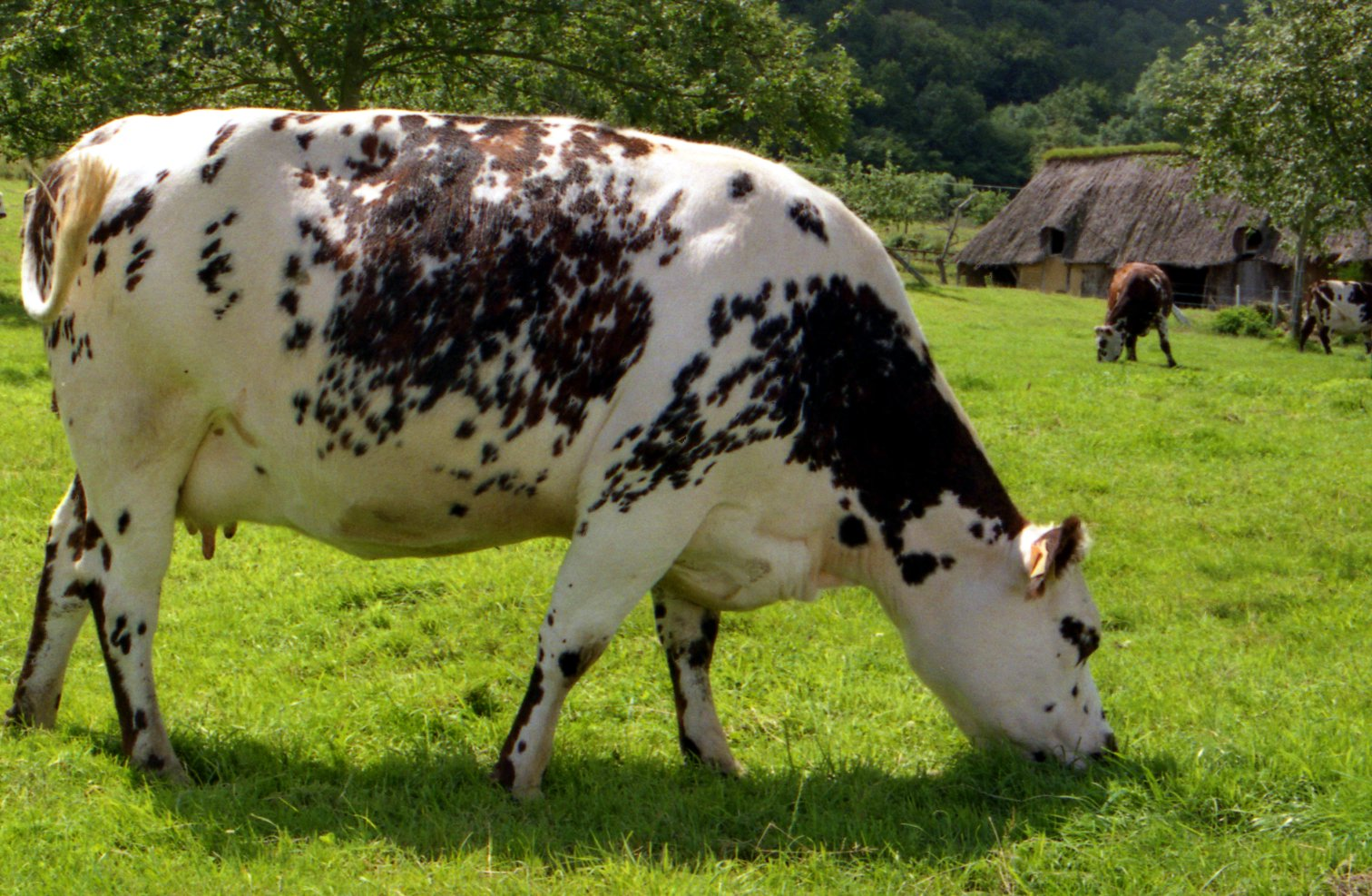
Normande
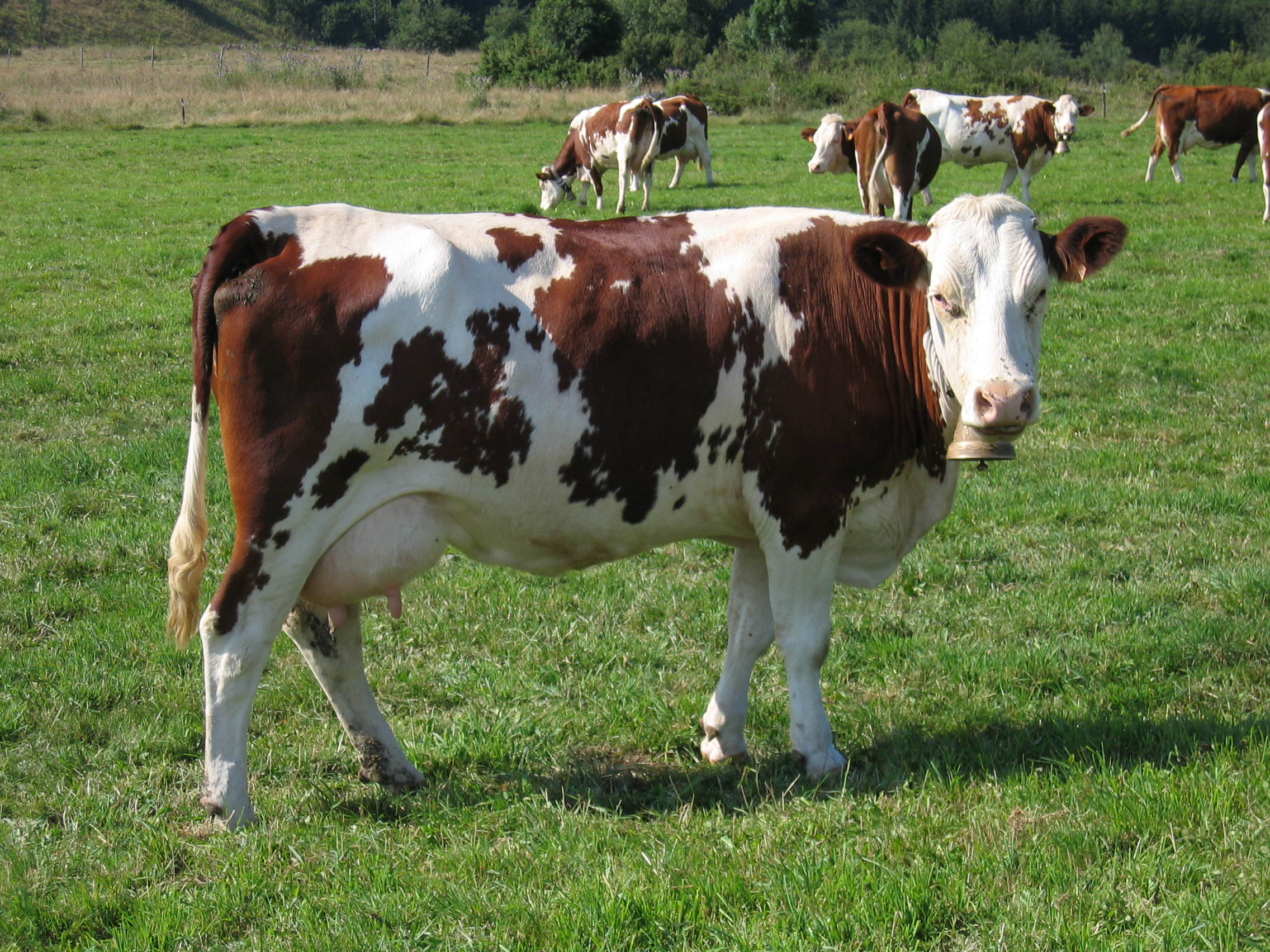
Montbéliarde

## La sélection
À partir de ces éléments, chaque région, voire chaque vallée de montagne a sélectionné une race correspondant à ses besoins et à la difficulté de son terroir (climat et sol). 
L'élevage bovin a toujours eu plusieurs intérêts économiques : la fourniture de lait (autrefois destiné essentiellement à la fabrication de fromage et de beurre), la viande et le cuir. Dans les régions qui ne possédaient pas de chevaux lourds de trait, cette fonction était déléguée aux bœufs de travail ou à des vaches robustes (sud-ouest, Massif central, Alpes…).
Le début du travail de sélection a lieu dans les abbayes. Le travail des moines ne se perd pas entre les générations. Les races aubrac ou abondance ont une origine monastique.

## La sélection des races
Avec le mouvement des enclosures, de riches propriétaires fonciers britanniques commencent à s'intéresser à la rentabilité de leur cheptel à partir du XVIIIe siècle. Vers 1760, Robert Bakewell, éleveur britannique pratique une sélection par consanguinité de ses animaux et amélioration de leur nourriture sur bovins, ovins et chevaux. Il améliore fortement les performances de ce qui donnera la race longhorn. En 1785, les frères Colling appliquent les mêmes méthodes sur la future shorthorn. Cette race facile à engraisser va faire sensation en Europe. En Suisse, dès 1775, le premier herd-book est créé pour la race grise de montagne de l'abbaye territoriale d'Einsiedeln. 
Jusqu’au début du XXe siècle, les paysans ne se soucient guère de sélectionner leur bétail pourvu qu’il leur permette de subsister[réf. nécessaire]. C’est donc à partir du XIXe siècle, sous l’influence de l’Angleterre, que les propriétaires commencent à sélectionner les animaux pour améliorer leurs performances. La plupart des races bovines actuelles sont nées ainsi à cette époque et sont le fruit de croisements et de recherches génétiques, afin d’obtenir des animaux polyvalents (race de travail, productrice de lait et de viande) ou spécialisés[réf. nécessaire]. Dès le début, la race de Durham se diffuse rapidement à travers le monde et notamment en France à partir de 1830 où elle devient la vache de référence pendant une trentaine d'années.
L'introduction des comices agricoles par le ministre du Commerce et de l'Agriculture Adolphe Thiers (1833) et  des concours reproducteurs (1850) participent à cette amélioration du cheptel.
Trois phénomènes ont eu lieu :
- Introduction de sang exogène : entamé dès le XVIIIe siècle, cette influence a perduré pendant près de deux cents ans. Le potentiel viande des races du nord-ouest de la France a été amélioré principalement par l'apport de durham britannique, donnant des races lourdes a vitesse de croissance élevée : rouge des prés, armoricaine, saosnoise ou normande. Ainsi, ces croisements ont remplacé les races d'alors qui ont disparu : mancelle, percheronne, cotentine, augeronne, cauchoise, bretonne pie rouge…
- Sélection rigoureuse des caractères génétiques des races : cette démarche plus tardive (seconde moitié du XIXe siècle) a abouti à des races spécialisées qui sont assez qualitatives pour ne pas avoir besoin d'être croisées. La plus grande réussite en est la charolaise. Les races de trait ont ainsi bénéficié de leur morphologie puissante pour donner d'excellente races à viande : charolaise, blonde d'Aquitaine, limousine, bazadaise…
- Création de livres généalogiques de races (herd-book). Ce mouvement commencé chez les chevaux (haras nationaux sous Napoléon pour la fourniture de la cavalerie de guerre) a été étendu aux autres espèces élevées, avec la fixation des caractères morphologiques et de plans de sélection. D'individuelle chez des propriétaires riches, la sélection est devenue collective et étendue à tous les éleveurs.

## Les races modernes
En 1945, la France est déficitaire sur le plan alimentaire. Le pouvoir politique incite à la productivité et à la modernisation de l'agriculture. Le schéma idéal envisagé par certains se résume à une race laitière, la Française frisonne pie noir, et une race bouchère, la charolaise. 
Ce projet subit quelques aménagements destinés à obtenir des races régionales bien adaptées. Des races très efficaces dans leur terroir sont favorisées : montbéliarde ou limousine. Les races de blondes du sud-ouest sont fusionnées dans la nouvelle race blonde d'Aquitaine, la mirandaise est absorbée par la gasconne ou l'armoricaine dans la pie rouge des plaines. L’objectif reste de garder un noyau de races à haute rentabilité et de favoriser l'insémination artificielle: les « vieilles races » moins rentables sont ainsi diluées et disparaissent. 
Ce travail de sélection des races les plus productives, est rapidement reconnu à l'étranger. À cette époque, on découvre le cholestérol et sa présence certaine dans la viande bovine. Les races sélectionnées pour le travail sous le joug, en présentent un taux bien moindre, et ce sont les Françaises qui donnent le meilleur rendement. 
Pourtant, quelques grains de sable vont venir perturber cette mécanique bien huilée.
- Certaines races sont mieux adaptées à leur terroir d'origine, et la réputation des produits qui en sont issus les protège. Ainsi, les décrets AOC des fromages savoyards précisent une limite à 5 000 kg de lait par lactation. Les races Abondance et Tarentaise (ou tarine) sont ainsi mieux adaptées et assez laitières pour atteindre ce quota.
- L'arrivée de races laitières hautement spécialisées a rendu l'élevage de certaines races non rentables. Mais leur sélection ancienne pour le lait et le travail les a servies, leur permettant de devenir de nouvelles races allaitantes : Aubrac, Parthenaise, Bleue du Nord ou Salers. L'évolution de la consommation réclame des veaux élevés sous la mère. Les races à viande manquent parfois de lait pour nourrir exclusivement leur veau longtemps. Les races mixtes proposent alors des croisements intéressants avec des taureaux de race à viande.
- Les éleveurs de montbéliarde ont résisté à la fusion de leurs troupeaux avec la Pie rouge de l'est. Ils ont obtenu gain de cause, et leur race est aujourd’hui la plus productive du rameau des races Pie rouge des montagnes.
- La recherche axée sur la génétique a entamé un mouvement de sauvegarde des races à faibles effectifs encore disponibles chez quelques rares éleveurs afin de garder une variabilité génétique susceptible d'être utile dans le futur. Ce mouvement est relayé par un sentiment d'appartenance fort des éleveurs qui souhaitent garder ces races ancestrales pures sélectionnées pendant des siècles sur des critères précis (exemple de la race Mirandaise pour ses aptitudes à la traction, son calme et sa rusticité). Ce phénomène a même résisté à la fusion de races : l'armoricaine n'a pas totalement disparu dans la pie rouge des plaines, ni les béarnaise et lourdaise dans la blonde d'Aquitaine. Autrefois dénigré, ce comportement est aujourd'hui encouragé : les éleveurs de race à faible effectif perçoivent des aides au maintien de leur troupeau en race pure.

## Disparition de races
Quelques races vont disparaître dans cette réorganisation de l'agriculture. 
- Lors de la fusion des races blondes du sud-ouest pour former en 1962 la blonde d'Aquitaine, les races blonde des Pyrénées, garonnaise et blonde du Quercy sont supprimées. Seules la béarnaise et la lourdaise demeurent.
- En Rhône-Alpes, il existait une variété des races dites « blondes du sud-est », telles que la mézine ou la bressanne. Seule la Villard-de-Lans s'est maintenue, là encore, grâce à un groupe d'éleveurs irréductibles. Elle semble sauvée, les effectifs atteignant le millier, et la race étant inscrite pour l'élaboration du bleu du Vercors-Sassenage AOC. Une AOC bouchère a été créée: le fin gras du Mézenc. Cette AOC est fondée sur la réputation de bœufs gras de race mézine, mais ce sont les limousines, aubrac ou charolaises qui en bénéficieront, l'AOC arrivant trop tard pour sauver la race.
- La bordelaise succombe elle aussi aux croisements. Mais elle a pu être reconstituée à partir d'individus croisés présentant les caractères de la race.

## Conclusion
Aujourd'hui, la France se trouve avec un nombre de races considérable. Cette variabilité génétique est encore accentuée quand on constate que presque tous les rameaux européens sont représentés. 
Elle est reconnue comme un grand pays de fromage, et ses races bouchères à viande maigre sont très demandées, créant une exportation de reproducteurs vers tous les continents. Il est à noter que pour plusieurs rameaux de races européennes, ce sont des races françaises qui sont les plus efficaces :
- La montbéliarde est la plus forte laitière du rameau pie rouge des montagnes[9].
- La blonde d'Aquitaine et la limousine sont les plus lourdes du rameau blond et rouge.
- La salers est une des plus efficaces nourrices à veau du rameau blond et rouge.
- Dans le rameau brun, la race parthenaise est la plus lourde.

Dans l'Union européenne, les veaux de moins de 8 semaines peuvent être enfermés dans de très petites cages individuelles. L’association Compassion in World Farming s'oppose à cette pratique : « Ces jeunes veaux ont déjà été enlevés à leur mère à la naissance, en général à l’âge d’un jour, après les premières tétées de colostrum. Déjà stressés par la séparation maternelle, ils ont besoin de contacts avec des congénères. »  .